# Fishdick
Fishdick – pierwszy tribute album polskiej grupy Acid Drinkers, wydany w czerwcu 1994 r. przez Loud Out Records. Wszystkie utwory z wyjątkiem „Fuckin' The Tiger” i „Balada” są coverami piosenek innych zespołów.
Krytycznie do płyty odniósł się sam Litza, który stwierdził, że została zarejestrowana tak jak nagrywa się kasety na próbie, była w pełni improwizowana i nie należy do niej przywiązywać szczególnej uwagi.

## Lista utworów
1. „Ace Of Spades” (Motörhead/Ace Of Spades)
2. „Oh, No! Bruno” (Nomeansno/Wrong)
3. „Deuce” (Kiss/Kiss)
4. „N.I.B.” (Black Sabbath /Black Sabbath)
5. „Another Brick In The Wall” (Pink Floyd/The Wall)
6. „Whole Lotta Rosie” (AC/DC/ Let There Be Rock)
7. „Run Run Away” (Slade/Wall of Hits)
8. „Fuckin' The Tiger”
9. „Highway Star” (Deep Purple/Machine Head)
10. „Balada” (odrzut z sesji zespołu Flapjack)
11. „N.I.B. – wersja radiowa” (Black Sabbath/Black Sabbath)

## Twórcy

### Członkowie zespołu
- Tomasz „Titus” Pukacki – śpiew, gitara basowa
- Robert „Litza” Friedrich – gitara
- Dariusz „Popcorn” Popowicz – gitara, śpiew w utworach 2, 11
- Maciej „Ślimak” Starosta – perkusja, śpiew w utworze 10

### Inni
- gościnnie Grzegorz Skawiński – gitara (3)
- gościnnie Kuba Mańkowski – gitara (9)
- gościnnie Marek „Kisiel” Kisieliński – gitara (9)
- gościnnie Patrycja Kosiarkiewicz – śpiew (10)